# Янчик чорноголовий
Я́нчик чорноголовий (Pteruthius rufiventer) — вид горобцеподібних птахів родини віреонових (Vireonidae). Мешкає в Гімалаях та горах Південно-Східної Азії.

## Поширення і екологія
Чорноголові янчики мешкають в центральному і східному Непалі, Бутані, на півночі та на північному сході Індії, на заході та на північному сході М'янми, в китайській провінції Юньнань та на півночі В'єтнаму. Вони живуть у вологих гірських тропічних лісах. Зустрічаються на висоті від 1525 до 2650 м над рівнем моря.